# Elateriformia
Elateriformia är en infraorderen av allätarbaggar skalbaggar. De två största familjerna i denna grupp är praktbaggar, av vilka det finns cirka 15.000 beskrivna arter, och klicka skalbaggar, av vilka det finns cirka 10.000 beskrivna arter.
Infraorderen består av fem superfamiljer:
- Buprestoidea - de metalliska trä tråkiga skalbaggar
- Byrrhoidea - familjer inklusive långa tå vatten skalbaggar, mossa skalbaggar och lera älskande skalbaggar
- Dascilloidea
- Elateroidea - inklusive klick skalbaggar och soldat skalbaggar
- Scirtoidea